# Danilo Barozzi
Pour les articles homonymes, voir Barozzi.
Danilo Barozzi, né le 21 août 1927 à Bagnolo in Piano et mort le 25 mars 2020 à Santa Maria Nuova, est un coureur cycliste italien. 

## Biographie
Professionnel de 1949 à 1958, Danilo Barozzi a remporté une étape du Tour de Catalogne en 1950 ainsi que le Grand Prix de l'industrie et du commerce de Prato en 1954 et 1956.
Il meurt des suites de la maladie à coronavirus le 25 mars 2020, à l'âge de 92 ans.

## Palmarès
- 1948
  - Coppa Caivano
  - 2e étape du Tour du Latium
  - 2e du Tour des Pouilles et Lucanie
- 1949
  - 2e du Tour de Toscane
  - 3e du Tour de la province de Reggio de Calabre
  - 3e de la Coppa Placci
  - 5e du Tour de Suisse
- 1950
  - 6e étape du Tour de Catalogne
  - 3e du Tour d'Émilie
  - 6e du Tour de Catalogne
- 1951
  - 4ea étape du Tour des Dolomites
  - 3e du Tour de Vénétie
  - 9e de Milan-San Remo
- 1952
  - 2e du Tour de Vénétie
  - 2e de la Coppa Bernocchi
  - 3e de Sassari-Cagliari
  - 4e du Tour de Lombardie
- 1953
  - 2e du Trophée Matteotti
  - 3e du Tour de Romagne
  - 3e du Tour de Suisse
- 1954
  - Grand Prix de l'industrie et du commerce de Prato
- 1955
  - Grand Prix de l'Industrie de Belmonte
  - 2e du Trophée Matteotti
  - 8e du Tour de Lombardie
- 1956
  - Grand Prix de l'industrie et du commerce de Prato

## Résultats sur les grands tours

### Tour de France
1 participation :
- 1955 : 38e

### Tour d'Italie
9 participations :
- 1949 : abandon
- 1950 : abandon
- 1951 : 32e
- 1952 : 40e
- 1953 : 19e
- 1954 : 18e
- 1955 : 38e
- 1956 : 24e
- 1957 : abandon